# Veranópolis Esporte Clube Recreativo e Cultural
Il Veranópolis Esporte Clube Recreativo e Cultural, noto anche semplicemente come Veranópolis, è una società calcistica brasiliana con sede nella città di Veranópolis, nello stato del Rio Grande do Sul.

## Storia
Il 15 gennaio 1992, il Veranópolis Esporte Clube Recreativo e Cultural venne fondato, dopo la fusione tra due club locali chiamati Dalban e Veranense.
Nel 1993, il Veranópolis, con l'allenatore Tite, vinse il Campeonato Gaúcho Divisão de Acesso.
Nel 2007, il club, con l'allenatore Paulo Porto, raggiunse le semifinali del Campionato Gaúcho, dove il club venne eliminato dalla Juventude di Caxias do Sul.

## Palmarès

### Competizioni statali
- Campeonato Gaúcho Divisão de Acesso: 1

1993